# 五棘银鲈
五棘银鲈（学名：Pentaprion longimanus），又名長臂鑽嘴魚，为银鲈科五棘银鲈属的鱼类，俗名银米、长臂钻嘴鱼。分布于印度、马来半岛、印度尼西亚、菲律宾、台湾岛以及中国南海等海域，常见于近岸区域。该物种的模式产地在马来半岛。